# Озјори
Озјори (рус. Озёры) град је у Русији у Московској области.

## Становништво
| 1939.  | 1959.  | 1970.  | 1979.  | 1989.  | 2002.  | 2010.  |
| ------ | ------ | ------ | ------ | ------ | ------ | ------ |
| 22.629 | 24.786 | 26.121 | 26.734 | 28.215 | 25.704 | 25.800 |